# Vocal casi abierta posterior redondeada
Una vocal casi abierta posterior redondeada es un tipo de sonido vocálico que se produce solo en un puñado de idiomas. No tiene letra propia, por lo que se escribe con ɒ̝ o ɔ̞.
Ocurre muy raramente, ya que suelen predominar / ɔ / y / ɒ /.

## Características
- Su abertura es casi abierta, lo que significa que la lengua se sitúa algo más hacia arriba que para una vocal abierta.

- Su localización es posterior, lo que significa que la lengua se sitúa tan atrás como sea posible en la boca sin crear una constricción que se pueda calificar como consonante.

- Es una vocal redondeada, lo que significa que los labios se abocinan.

## Ocurre en
| Idioma  | Idioma          | Palabra | AFI    | Significado |
| ------- | --------------- | ------- | ------ | ----------- |
| noruego | Bokmål oriental | åtte    | [ɒ̝t̪ʰe̞] | 'ocho'      |

En el idioma esloveno aparece en múltiples dialectos